# Ljubo Germič
Ljubo Germič (* 26. října 1949) je slovinský politik.

## Životopis
V letech 1979 až 1984 studoval na Technické fakultě Univerzity v Mariboru, v roce 1985 se stal inženýrem chemické technologie. V letech 1985 až 1987 pracoval jako technolog v podnikové praxi, v letech 1987 až 1994 byl asistentem na Technické fakultě Univerzity v Mariboru. V letech 1992 až 1994 studoval na Univerzitě v Twentu v Nizozemí. Od roku 1994 působil jako učitel chemie na Gymnáziu a střední chemické škole v občině Ruše, kde byl jedním z jeho studentů i pozdější poslanec Matevž Frangež, v letech 1997 až 2000 byl ředitelem této školy. V roce 2000 byl zvolen poslancem Státního shromáždění, v roce 2004 poslancem Evropského parlamentu a Státního shromáždění.
V září 2011 byl zvolen předsedou Státního shromáždění Republiky Slovinsko jako společný kandidát LDS a Sociálních demokratů. Ve volbě získal 57 hlasů.